# 伊万·屠格涅夫
伊万·谢尔盖耶维奇·屠格涅夫（俄语：Ива́н Серге́евич Турге́нев，羅馬化：Ivan Sergeevich Turgenev，發音：[ɪˈvan sʲɪrˈɡʲe(j)ɪvʲɪtɕ tʊrˈɡʲenʲɪf]；1818年11月9日—1883年9月3日，儒略曆1818年10月28日－1883年8月22日），俄国现实主义小说家、诗人和剧作家。

## 早年求学
屠格涅夫生于俄国奥廖尔省奥廖尔一个旧式富裕家庭，父亲是一个骑兵团团长，十六岁的时候父亲去世。屠格涅夫的妈妈脾气很不好，经常打骂自己的孩子。屠格涅夫进入莫斯科大学学习一年，随后转入圣彼得堡大学学习经典著作、俄国文学和哲学。1838年前往柏林大学学习黑格尔哲学。在欧洲屠格涅夫见到了更加现代化的社会制度，被视为“欧化”的知识分子，主张俄国学习西方，废除包括农奴制在内的封建制度。

## 创作

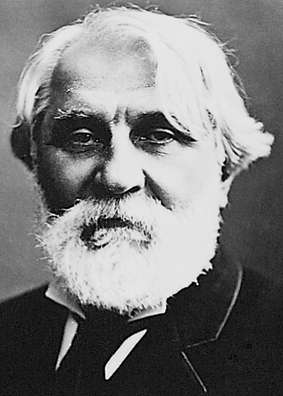
伊万·谢尔盖耶维奇·屠格涅夫的照片，由法國攝影師納達爾拍攝。

屠格涅夫对自己母亲的专横和虐待农奴的行为很不满，常常与农民和农奴交谈。他庄园的一个农奴常给屠格涅夫读涅克拉索夫的诗歌，屠格涅夫非常喜欢，写了一些诗歌和特写，被别林斯基读到。别林斯基非常赞赏其中表现出的天赋。在别林斯基关怀下，1852年屠格涅夫发表了自己的特写集《猎人笔记》。这是几年来他观察平民生活，和各界人士交谈等生活经验的提取。作者借一个猎人的视角，站在温和的民主主义立场，对俄罗斯农民的遭遇进行了真实而富有诗意的描写，同时给予了深厚的同情。这部作品被社会各阶层广泛阅读，当时正在考虑农奴制度改革的沙皇也对其非常赞赏。
1855年屠格涅夫发表著名剧本《村中一月》，开始逐渐关心知识分子与贵族的冲突问题。1856年他发表小说《罗亭》，塑造了一个具有革命激情，但是缺乏行动的小贵族的叛逆者的形象。1859年屠格涅夫发表《貴族之家》。1860年他发表小说《前夜》，塑造了一个革命者英扎罗夫的形象，杜勃罗留波夫非常看重这篇小说，发表了著名评论《真正的白天何时到来？》——断言“前夜离随之而来的白天总是不远的”，认为屠格涅夫描绘了革命的前夜。屠格涅夫不同意这一断语，希望涅克拉索夫不要发表这篇评论，涅克拉索夫没有同意，导致了屠格涅夫和《现代人》杂志的决裂。
1862年屠格涅夫发表《父与子》，主人公巴扎罗夫狂傲，重视行动，重视科学实验。是作者假想的新人形象，但是遭到民主派的抨击。
1860年代后期，他长年居住在国外。他结识了许多外国著名作家，如他与法国作家乔治·桑、福楼拜、都德、左拉和莫泊桑等人关系密切。他向西欧介绍俄罗斯文学，特别是普希金和列夫·托尔斯泰的作品。60年代，他创作了长篇小说《烟》（1867）。
70年代，屠格涅夫定居法国。期间他创作了一系列“回忆的中篇小说”，如《草原上的李尔王》、《普宁与巴布宁》和《春潮》等。1877年他发表了最后一部长篇小说《处女地》。
在生命的最后几年里，远离祖国的屠格涅夫在病榻上写了83篇散文诗表达了他暮年的情怀。《散文诗》是他整个生命和艺术的总结，融汇了他一生创作的特点：爱国主义、民主精神、悲观情绪、真诚、善良；敏锐、抒情、哲理、简洁。它既是他人格的写照，又是他艺术的结晶；既是他思想和情感的履历表，又是他全部创作的大纲。
1883年9月3日他病逝于巴黎。根据他生前的遗嘱，遗体被运回俄国安葬在圣彼得堡的沃尔科夫墓地的别林斯基墓旁。

## 主要作品

### 長篇小說
- 《罗亭》（1856），由陸蠡翻譯成中文。
- 《阿霞》（1858）
- 《貴族之家》（1859）
- 《前夜》（1860）
- 《父与子》（1862）耿济之译，商务印书馆1922年1月初版
- 《烟》（1867），由陸蠡翻譯成中文。

### 中短篇小說
- 《猎人笔记》(1852)－耿济之译，原译名《猎人日记》1921年－1924年在《小说月报》上连载，1936年耿济之重新校订，上海文化生活出版社初版
- 《初恋》（1860）
- 《春潮》(1872)
- 《普寧和巴布林》(1874)

### 劇本
- 《貴族長的早餐》(1846)
- 《繩在細處斷》（俄语：Где тонко, там и рвется） (1847)
- 《單身漢》(1849)
- 《村居一月》(1850)

## 作品翻拍之電影
- 《春潮》〔1989〕

## 风格与评价
他擅長細膩的心理描寫和抒情；他的小說結构嚴整，情節緊湊，人物刻画生動尤其是女性藝術形象，描寫的大自然充滿詩情畫意。